# 안희중 효자정문
안희중 효자정문은 대한민국 경기도 용인시 처인구 백암면 박곡리에 있다. 2017년 1월 24일 용인시의 향토문화재 제68호로 지정되었다.

## 지정 취지
안희중 효자정문은 안희중의 효행을 표창하기 위하여 1804년에 건립한 목조건축물이다. 민도리에 모로단청으로 소박한 모습이나 건축부재와 정려현판이 원형대로 남아있어 용인지역 향토문화 연구와 보존을 위한 중요한 자료이므로 향토유적으로 지정한다.